# Amartya Sen
Amartya Kumar Sen (ur. 3 listopada 1933 w Santiniketan w stanie Bengal Zachodni) – indyjski ekonomista, laureat Nagrody Banku Szwecji im. Alfreda Nobla w dziedzinie ekonomii w 1998 roku.

## Życiorys
Amartya Sen wychowywał się w rodzinie indyjskich akademików – jego ojciec był wykładowcą na uniwersytecie w Dhace. Jako nastolatek, w latach 40., był świadkiem zamieszek wywołanych przez walczących ze sobą indyjskich muzułmanów i Hindusów, co, jak sam potem pisał, mocno wpłynęło na jego sposób postrzegania świata.
Studiował w Presidency College w Kalkucie i Trinity College w Cambridge, gdzie obronił w 1959 doktorat. Był uczniem Joan Robinson. Wykładał na wielu uczelniach indyjskich i zagranicznych (Oksford, Harvard, Cambridge, London School of Economics, uniwersytety w Delhi i Kalkucie). Był prezydentem wielu stowarzyszeń ekonomistów (w tym m.in. International Economic Association). Jest honorowym doradcą międzynarodowej organizacji pozarządowej Oxfam.
W swoich badaniach łączy zagadnienia ekonomiczne z etyką i filozofią. Zajmował się podłożem aksjologicznym decyzji ekonomicznych, zagadnieniami ubóstwa i głodu. Jest współtwórcą Wskaźnika Rozwoju Społecznego (ang. Human Development Index), który określa poziom rozwoju danego kraju na tle innych.
Za prace nad ekonomią dobrobytu został uhonorowany Nagrodą Banku Szwecji im. Alfreda Nobla w dziedzinie ekonomii w 1998.

## Pola zainteresowań naukowych
- Teoria społecznego wyboru decyzji gospodarczych (Social Choice Theory) i ekonomia dobrobytu.
- Pomiar rozwoju gospodarczego.
- Racjonalizm a zachowania ekonomiczne.
- Metodologia ekonomiczna.
- Głód i nędza.
- Problematyka płci kulturowej (gender), rodziny w ekonomii; ekonomia feministyczna.
- Kapitał, wzrost i dystrybucja.
- Rozwój społeczny i ekonomiczny.
- Edukacja jako część rozwoju gospodarczego.
- Praca i zatrudnienie.
- Problematyka ekonomiczna Indii.
- Społeczeństwo, kultura i polityka Indii. Tutaj zdecydowanie większy udział w rozważaniach niż ekonomia mają filozoficzne zainteresowania Amartyi Sena.
- Zagadnienia ekonomiczne związane z populacją.
- Ekonomia zdrowia.
- Filozofia społeczna, filozofia polityczna, filozofia prawa i filozofia moralności w szczególności utylitaryzm, konsekwencjalizm.

## Poglądy
- Postuluje udział jak największej liczby różnych grup społecznych w podejmowaniu decyzji gospodarczych jako jeden z warunków rozwoju i dobrobytu. Nędza jest jego zdaniem skutkiem złego sprawowania władzy, szczególnie władzy nielicznych grup społecznych, które nie uwzględniają interesów innych grup, lub władzy obcej – tak np. katastrofalna klęska głodu w Irlandii w XIX wieku jest jego zdaniem skutkiem kolonialnej polityki W. Brytanii.
- Z powyższym wiąże się jego stanowisko w sprawie polityki równouprawnienia kobiet – kobiety w procesie podejmowania decyzji o charakterze gospodarczym, ze względu na swoje odmienne wychowanie, mogą zwracać większą uwagę na problemy niedostrzegane przez mężczyzn, wnoszą dodatkowy punkt widzenia. Uważa, że polityka równouprawnienia kobiet jest jednym z najprostszych sposobów na rozwój gospodarczy.
- Uważa, że warunkiem tego rozwoju jest wolność słowa i informacji, w przeciwnym razie wiele grup nie ma wystarczającego kapitału informacyjnego, by uczestniczyć w procesie gospodarczym na porównywalnych prawach i rozwój odbywa się w sposób niesprawiedliwy, tzn. korzystają z niego tylko niektóre grupy społeczne.
- Uważa, że dominujący obecnie sposób porównywania poziomu gospodarczego poszczególnych państw na podstawie jego PKB wyrażanego w dolarach amerykańskich per capita nie oddaje rzeczywistości, a nawet ją przekłamuje. Można to wytłumaczyć tak: jeżeli w kraju A ludzie zarabiają średnio 1500 dolarów miesięcznie a w kraju B 150 to wcale niekoniecznie znaczy, że poziom życia w kraju A jest dziesięciokrotnie wyższy niż w kraju B, bo jeżeli ceny w kraju A są przy tym ośmiokrotnie wyższe niż w kraju B, to różnica w poziomie życia jest niewielka. Stąd propozycja Human Development Index, który porównuje dostępność najważniejszych dóbr, towarów i usług (np. sanitarnych i medycznych) dla statystycznego mieszkańca danego kraju czy regionu.
- Jednym z kluczowych zagadnień jest dla niego sprawiedliwość. Uważa, że każdy kto każe kobietom niezadowolonym z podziału ekonomicznych ról w małżeństwie zrezygnować z małżeństwa, albo pyta, dlaczego w takim razie wychodzą za mąż, odwraca kota ogonem. Podobnie jak każdy, kto twierdzi, że nie można protestować przeciwko globalizacji, bo bez niej biedni byliby jeszcze biedniejsi niż są. Pytań nie należy tak stawiać. Chodzi o to, co zrobić, by podział korzyści wynikających z globalizacji był bardziej sprawiedliwy niż jest, i by korzyści wynikające z małżeństwa były dzielone bardziej sprawiedliwie.
- W swojej teorii sprawiedliwości, opisanej w książce The Idea of Justice (2009), krytykuje transcendentne i skoncentrowane na sprawiedliwych instytucjach teorie sprawiedliwości Rawlsa, Kanta, Hume’a czy Rousseau. Zamiast tego proponuje perspektywę umożliwiającą porównywanie różnych stanów rzeczywistości pod względem sprawiedliwości (zamiast teorii definiującej jedynie „stan idealnie sprawiedliwy”) oraz spojrzenie nie tylko na instytucje, ale również na rzeczywiste procesy i rezultaty osiągnięte przez te instytucje w interakcji z ludźmi.
- Uważa, że jednym z największych błędów współczesnych ekonomistów jest rozpatrywanie wszystkiego jedynie w kategoriach ewentualnych korzyści i zysków, efektywności, a więc zupełna ślepota wobec etycznego i aksjologicznego uwarunkowania decyzji ekonomicznych.
- Podaje w wątpliwość wiele centralnych założeń neoklasycznej ekonomii, m.in. pojęcie racjonalności[4], teorię ujawnionych preferencji (Revealed Preference Theory)[5] i rolę PKB jako wskaźnika dobrobytu[6] proponując w zamian koncepcję zdolności (perspektywa zdolności).
- Uważa, że tkwią w błędzie niektórzy azjatyccy politycy, twierdzący, że z punktu widzenia wartości azjatyckich jednostki muszą się pogodzić z tym, że interes państwa jest ważniejszy niż ich interes, i że rządy autorytarne są niezbędne w celu osiągnięcia szybkiego wzrostu gospodarczego. Jego zdaniem szybki wzrost gospodarczy państw autorytarnych jest bardziej wyjątkiem niż regułą, a w tradycjach wielkich kultur Azji (np. Indii) wątki stawiające w centrum prawa jednostki są obecne od bardzo dawna. Bezpośrednimi adwersarzami byli dla niego premier Singapuru Lee Kuan Yew i minister spraw zagranicznych Chin Le Peng, ale te same słowa można odnieść do słynnego wystąpienia premiera Malezji Mahathira bin Mohamada zatytułowanego Wartości azjatyckie (przekład polski w: „Res Publica Nowa” 2003 nr 3)[7].
- Odrzuca postrzeganie ludzi przez pryzmat jednego tylko rodzaju tożsamości (z reguły wąsko rozumianej tożsamości kulturowej), krytykując tym samym teorię zderzenia kultur Samuela Huntingtona. Zamiast tego zwraca uwagę na różnorodność tożsamości, na których każdy człowiek opiera swój obraz samego siebie – np. tożsamość kulturowa, religijna, płciowa, zawodowa etc.[8]

## Kontrowersjamissing women
W latach 1990–1992 opublikował serię artykułów, w których argumentował, że w krajach azjatyckich żyje ponad 100 milionów mniej kobiet niż powinno (tzw. problem missing women, czyli brakujących kobiet). Postulował w nich, że jest to spowodowane dyskryminacją kobiet przez mężczyzn i dyskryminacyjną politykę rządów państw azjatyckich. Próbowano również argumentować, że może to być jednym z efektów polityki jednego dziecka w Chinach, ponieważ kobiety przypuszczające, że urodzą dziewczynkę często dokonywały z tego powodu aborcji. Późniejsze badania sugerowały jednak, że przyczyny niedoboru kobiet w Azji mogą mieć przyczyny czysto biologiczne. Wydawało się bowiem, że kobiety zarażone wirusem zapalenia wątroby typu B rodzą dużo częściej chłopców niż dziewczynki, a w krajach azjatyckich wiele kobiet zarażonych jest właśnie tym wirusem. Nowsze badania sugerują jednakowoż, że kulturowe wytłumaczenie zjawiska missing women przez Sena jest bliższe prawdy, gdyż wpływ wirusowego zapalenia wątroby typu B nie wydaje się być statystycznie istotny.

## Wybrane prace w oryginale
Książki (pierwsze wydania):
- Choice of Techniques, Oxford 1960
- Collective Choice and Social Welfare, San Francisco 1970
- Growth Economics (red.), Harmodsworth 1960
- Guidelines for Project Evaluation (współautor), UNIDO, United Nations, New York 1972
- On Economic Equality, Oxford 1973
- Employment, Technology and Development, Oxford 1975
- Poverty and Famines: An Essay on Entitlement and Deprivation, Oxford 1981
- The Idea of Justice, Harvard University Press 2009
- Utilitarianism and Beyond, Cambridge 1982
- Choice, Welfare and Measurement, Oxford 1982
- Resources, Values and Development, Oxford 1984
- Commodities and Capabilities, Amsterdam 1985
- The Standard of Living (współautor), Cambridge 1987
- On Ethics and Economics, Oxford-New York 1987
- Hunger and Public Action (współautor z Jeanem Drèze), Oxford 1989
- The Political Economy of Hunger, 3 t., (red., wraz z Jeanem Drèze), Oxford 1990 i 1991
- Inequality Reexamined, 1992
- The Quality of Life, Oxford 1993
- India: Economic Development and Social Oportunity, Oxford-Delhi 1995
- Development as Freedom, New York 1999. Najczęściej wydawana na świecie książka Amartyi Sena.
- India: Development and Participation, Delhi-Oxford 2002
- Rationality and Freedom, Cambridge 2002
- The Argumentative Indian, London 2005
- Identity & Violence: The Illusion of Destiny, New York 2006
- The Idea of Justice, Cambridge 2009
- An Uncertain Glory: India and Its Contradictions (wraz z Jeanem Drèze), London 2013
- A Wish a Day for a Week, ebook 2014

## Tłumaczenia prac na j. polski
- Nierówności. Dalsze rozważania, tł. Irena Topińska przy współpr. Macieja Kochanowicza, Kraków-Warszawa 2000, Społeczny Instytut Wydawniczy „Znak”, Fundacja im. Stefana Batorego, seria Demokracja. Filozofia i praktyka, s. 235, ISBN 83-7006-922-3 (Inequality reexamined 1992)
- Rozwój i wolność, tł. Jerzy Łoziński, Poznań 2002, Wyd. Zysk i S-ka, seria Antropos, s. 372, ISBN 83-7298-188-4 (Development as freedom 1999)

## Monografie na temat koncepcji Sena w j. polskim
- Tomasz Kwarciński, Równość i korzyść • Amartyi Kumar Sena koncepcja sprawiedliwości dystrybutywnej, Wydawnictwo Uniwersytetu Ekonomicznego w Krakowie, Kraków 2011